# Gardiner (Maine)
Gardiner è una città di 5.635 abitanti degli Stati Uniti d'America, situata nella Contea di Kennebec nello Stato del Maine.